# Theodoxus astrachanicus
Theodoxus astrachanicus is een slakkensoort uit de familie van de Neritidae. De wetenschappelijke naam van de soort is voor het eerst geldig gepubliceerd in 1994 door Starobogatov in Starobogatov, Filchakov, Antonova & Pirogov.